# La Roche-sur-Grane
La Roche-sur-Grane település Franciaországban, Drôme megyében. Lakosainak száma 190 fő (2022. január 1.). La Roche-sur-Grane La Répara-Auriples, Autichamp, Chabrillan, Grane és Roynac községekkel határos.

## Népesség
A település népességének változása:
| Lakosok száma | 105  | 118  | 137  | 150  | 173  | 174  | 170  | 164  | 173  | 190  |
|               | 1968 | 1982 | 1990 | 2006 | 2013 | 2015 | 2017 | 2019 | 2020 | 2022 |